# Октай Хамдиев
Октай Ахмедов Хамдиев (роден на 24 юли 2000 г.) е български футболист, който играе на поста дясно крило. Състезател на Хебър.

## Кариера
Хамдиев е юноша на Септември (София).
На 11 юни 2019 г. Октай е обявен за ново попълнение на Хебър. Дебютира на 20 юли при победата с 3:0 като домакин на Спартак (Плевен).